# Samir (Regisseur)
Samir (eigentlich Samir Jamal Aldin; * 29. Juli 1955 in Bagdad) ist ein Schweizer Filmemacher, Filmproduzent und Regisseur.

## Leben und Werk
Samir wurde als Sohn einer Schweizerin und eines Irakers in Bagdad geboren. Seine Eltern siedelten 1961 in die Schweiz über, wo er in Dübendorf in die Schule ging. Danach besuchte er die Schule für Gestaltung in Zürich und machte eine Lehre als Typograph (1971–1973) und anschliessend eine Ausbildung zum Kameramann bei Condor Films. Ab 1983 arbeitete er als freischaffender Regisseur und Kameramann. 1985 nahm er das Schweizer Bürgerrecht an. Von 1984 bis 1991 war er Autor und Mitglied des Videoladens Zürich. 1994 übernahm er zusammen mit Dokumentarfilmer Werner Schweizer die Filmproduktionsfirma Dschoint Ventschr.
Ab Mitte der 1980er Jahre begann er eigene Filme zu realisieren. In den 1990er Jahren arbeitete er unter anderem im Auftrag der Condor Films AG als Regisseur von Serien wie Eurocops und Fernsehfilmen für zahlreiche deutschsprachige Sender. Seine Werkliste – als Autor, Regisseur und/oder Produzent – umfasst mehr als 40 Kurz- und Langspielfilme für Kino und Fernsehen.
2006 erhielt er den Aargauer Kulturpreis. 2015 wurde Samirs Dokumentarfilm Iraqi Odyssey als Schweizer Kandidat für eine Oscar-Nominierung in der Kategorie Bester fremdsprachiger Film benannt.
Samir zählte zu den Initianten des 2017 eingerichteten Züricher Kulturhaus Kosmos, in dessen Verwaltungsrat er bis zu seinem Ausscheiden im Juni 2019 mitwirkte.
Samir tritt in der Regel unter seinem Vornamen auf und begründet es folgendermaßen:

„[…] warum? «‹Jamal al Din› bedeutet ‹Schönheit der Religion›. Ich weiß nicht, wie es Ihnen gehen würde, wenn Sie nicht sehr religiös wären, und Sie müssten immer sagen, ‹Guten Tag, mein Name ist Schönheit-der-Religion›», sagt [er] […] «‹Samir› ist für mich perfekt, weil das ‹Geschichtenerzähler› bedeutet.»“

## Filmografie
- 1984: Schiefkörper
- 1984: Stummfilm (Kurzfilm)
- 1987: Morlove – eine Ode für Heisenberg (Fernsehfilm)
- 1988: Eurocops (Fernsehserie, eine Folge)
- 1988: Filou (auch Drehbuch)
- 1991: Immer & ewig (auch Produktion, Drehbuch, Kamera)
- 1992: (It Was) Just a Job (auch Drehbuch, Kamera)
- 1993: Babylon 2 (Dokumentarfilm, auch Drehbuch)
- 1994: La productrice
- 1995: Die Drei – Hass; Jetzt oder nie; Todesoperation
- 1998: Die Metzger (Fernsehfilm)
- 1996: Die Partner (Fernsehserie, eine Folge)
- 1996: Tödliche Schwesternliebe
- 1998: Angélique (Blind Date)
- 1997: La eta knabino au kiel oni trovas ian helpon (Kurzfilm, auch Drehbuch, Produktionsleitung)
- 1998: Projecziuns tibetanas (Dokumentarfilm, auch Drehbuch, Kamera, Schnitt)
- 2001: Norman Plays Golf (auch Drehbuch)
- 2002: Forget Baghdad: Jews and Arabs – The Iraqi Connection (Dokumentarfilm, auch Drehbuch, Schnitt, Cast)
- 2004: ZwischenSprach (Dokumentarfilm, auch Drehbuch)
- 2005: Snow White (auch Drehbuch)
- 2010: Escher, der Engel und die Fibonacci-Zahlen (Dokumentarfilm, auch Drehbuch)
- 2014: Iraqi Odyssey (Dokumentarfilm, auch Produktion, Drehbuch, Kamera, Schnitt, Cast)
- 2019: Bagdad in My Shadow (Thriller, auch Drehbuch; zusammen mit Furat al Jamil)
- 2024: Die wundersame Verwandlung der Arbeiterklasse in Ausländer (Dokumentarfilm)[7]

Als (Co-)Produzent unter anderem: Dokumentarfilm White Terror von Daniel Schweizer (2005), Mockumentary Birdseye von Stephen Beckner und Michael C. Huber (2002), Spielfilme Nachbeben von Stina Werenfels (2006), Das Fräulein von Andrea Štaka (2006), Räuberinnen (2009) von Carla Lia Monti, Opération Libertad von Nicolas Wadimoff (2012).